# Stictopelta caerulea
Stictopelta caerulea är en insektsart som beskrevs av Ball. Stictopelta caerulea ingår i släktet Stictopelta och familjen hornstritar. Inga underarter finns listade i Catalogue of Life.